# Géza Herczeg
Dans le nom hongrois Herczeg Géza, le nom de famille précède le prénom, mais cet article utilise l’ordre habituel en français Géza Herczeg, où le prénom précède le nom.
Géza Herczeg est un dramaturge et scénariste hongrois né le 1er mars 1888 à Nagykanizsa (Autriche-Hongrie à l'époque) et mort le 20 février 1954 à Rome (Italie).

## Filmographie
- 1926 : La Dame de l'Archiduc de Ragnar Hyltén-Cavallius
- 1934 : Wonder Bar de Lloyd Bacon et Busby Berkeley
- 1937 : La Vie d'Émile Zola de William Dieterle
- 1941 : Shanghaï (The Shanghai Gesture) de Josef von Sternberg
- 1948 : The Vicious Circle (en) de W. Lee Wilder
- 1948 : The Inside Story de Allan Dwan
- 1950 : Sangue sul sagrato (it) de Goffredo Alessandrini et Michele Mesci
- 1950 : Femmes sans nom de Géza von Radványi
- 1953 : Pages galantes de Boccace de Hugo Fregonese
- 1953 : Jhansi Ki Rani de Sohrab Modi

## Récompenses et distinctions

### Récompenses
- Oscars du cinéma 1938 : Oscar du meilleur scénario adapté pour La Vie d'Émile Zola, conjointement avec Heinz Herald et Norman Reilly Raine

### Nominations
- Oscars du cinéma 1938 : Oscar de la meilleure histoire originale pour La Vie d'Émile Zola